# Sofoklej
Sófoklej ali Sófokles (starogrško Σοφοκλῆς, Sofoklḕs), starogrški dramatik, * ok. 495 pr. n. št., Kolon pri Atenah, † ok. 406 pr. n. št., Atene.

## Življenje
Sofoklej je bil eden najznamenitejših grških tragikov. Prihajal je iz ugledne družine iz Kolona (Κολωνός Ἵππειος, Kolōnós Híppeios, en), kraja v bližini Aten. V času Perikleja, vplivnega državnika, ki je demokratično vodil Atene v njeno zlato dobo, je bil zakladnik atiške pomorske zveze, ustanovljene za varovanje pred Perzijci. Prišel je na visoke državniške položaje in za časa svojega življenja doživel tako grško veličino iz perzijskih vojn kot polom med peloponeško.
Nekateri viri pravijo, da naj bi ga iz neučakanosti po njegovi dediščini sinovi razglasili za neprištevnega, on pa je na sodišču kot zagovor lucidnosti prebral svojo zadnjo dramo, Ojdip v Kolonu. Njegova smrt je spodbudila nastanek številnih zgodb: najbolj znana je anekdota, da naj bi umrl med recitiranjem dolgega stavka iz Antigone, ker ni pravočasno zajel zraka. Druga pravi, da je umrl od sreče, ko je na dramskem festivalu v Atenah zmagal še zadnjič.

## Dela
Sofokles je kot eden najpomembnejših antiških tragikov napisal 130 dramskih del, od katerih se je poleg njihovih naslovov in posamičnih fragmentov v celoti ohranilo le sedem. Med njimi so najbolj znane tvorile tragiško tetralogijo, zasnovano na mitu o Tebanski kraljevi družini. Ta vsebuje sledeče tri tragedije:
- Kralj Ojdip
- Antigona
- Ojdip v Kolonu

Tudi pri Sofokleju ni ohranjen četrti del tragiške tetralogije, tj. satirska igra.
Poleg treh dram so ohranjene še posamične tragedije Ajant, Filoktet, Tračanke (tudi Trahinke, gr. Trahiniai) in Elektra, ki je še posebej zanimiva, ker je motiv Elektre edini, ki se je ohranil v tragedijah vseh treh najpomembnejših tragikov, ob Sofokleju še pri Ajshilu in Evripidu.
Najpomembnejša novost pri njegovi dramatiki je bila uvedba tretjega igralca, kar je zmanjšalo vlogo zbora, temeljitejša karakterizacija dramskih oseb in uvedba scenskih poslikav.

### Kralj Ojdip
Kralj Ojdip z estetskega vidika predstavlja Sofoklejevo največjo mojstrovino. Aristotel jo je obravnaval kot najčistejši zgled tragedije. Bil je na prvem mestu tragiške tetralogije, sledili sta mu Antigona ter Ojdip na Kolonu, četrta pa je bila satirska igra, ki se ni ohranila.
Zgodba temelji na mitu o tebanskem kralju Laju, ki mu je bilo prerokovano, da ga bo sin ubil in se poročil z njegovo ženo Jokasto. Zato zakonca svojemu novorojenčku prebodeta noge in ga pustita v divjini, vendar ga reši pastir. Odnese ga v Korint, kjer ga kralj in kraljica posvojita in ga poimenujeta Ojdip (»Oteklo-nog«). Nekega dne Ojdip posumi, da korintska vladarja nista njegova prava starša, zato se odpravi v Delfe, kjer mu prerokujejo, da bo ubil očeta in se poročil z materjo. Ker jima noče škoditi, se odpravi drugam, na poti pa se zaplete v pretep, v katerem ubije nekaj moških. Med njimi je tudi njegov pravi oče, kralj Laj. Nato odide v Tebe, kjer straši Sfinga (pol ženska, pol levinja), ki požre vsakega, ki ne reši njene uganke. Ojdip jo razvozla in dobi za ženo tebansko kraljico, za katero se izkaže, da ni nihče drug kot Ojdipova prava mati Jokasta.
Sofoklej svojo zgodbo začne z Ojdipovim vladanjem in kugo, ki pustoši po vsej deželi, saj morilec kralja Laja še živi v mestu. Ojdip ga hoče najti, da bi ga pregnal iz mesta. Svetujejo mu, naj o morilcu povpraša slepega vedeža Tejreziasa. Ta pozna Ojdipovo usodo in noče izdati resnice, zato ga izženejo iz dežele. Ko Ojdip izve, da je korintski kralj umrl naravne smrti, začne podcenjevati preročišče in vedeža. Vendar se takrat med množico najde mož, ki v Ojdipu spet vzbudi dvom, saj pravi, da kralj Korinta ni njegov pravi oče. Ta mož tudi izda pastirja, ki je Ojdipa še kot dojenčka rešil pred smrtjo. Končno Ojdip spozna, da je pravzaprav sin pokojnega tebanskega kralja in posumi, da se je prerokba morda le uresničila – dojame, da je ravno on morilec kralja Laja in da se je poročil z lastno materjo, kraljico Jokasto. Ona ne prenese take sramote, zato si vzame življenje, Ojdip pa se kaznuje tako, da si poškoduje oči in oslepi.
Po zgodbi o Ojdipu je psihoanalitik Sigmund Freud razvil teorijo, da naj bi imel vsak deček že od rojstva prirojen tako imenovani ojdipovski kompleks. Razlaga, da naj bi sin (podzavestno) sanjal o umoru očeta in združitvi z materjo. Do matere namreč goji prva ljubezenska čustva, zaradi česar je sovražno nastrojen proti očetu, na katerega je tudi bolestno ljubosumen.

### Antigona
Tudi ta tragedija temelji na mitu o Tebanski kraljevi družini in nadaljuje mit o Ojdipu. Antigona je s sestro Ismeno spremljala slepega očeta Ojdipa v pregnanstvo in skupaj z njim našla zatočišče v Kolonu blizu Aten. Ko jo je stric Kreon v sporu med njenima bratoma hotel ugrabiti, je posredoval tamkajšnji vladar Tezej. Po Ojdipovem odhodu sta si oblast v Tebah namreč razdelila njegova sinova Polinejk in Eteokles, a se je med njima vnel spor za vladarstvo, v katerem se je Kreon postavil na eno izmed strani. Spor je razviden že pred Ojdipovo smrtjo, še bolj pa po njej, ko se Antigona vrne v Tebe, da bi preprečila prerokovan dvoboj bratov (kletev pride prav iz Ojdipovih ust). Toda ko Eteokel iz Teb prežene Polinejka, ta zbere vojake in začne oblegati Tebe. V spopadu se brata medsebojno ubijeta.
Na tej točki se začne Sofoklejeva Antigona. Antigonin stric Kreon, novi tebanski kralj, prepove pokop Polinejkovega trupla, toda Antigona želi spoštovati verske in moralne vrednote in na skrivaj pokoplje bratovo truplo. Kralj jo ukaže živo zazidati v votlino, kljub temu, da je bila zaročenka njegovega sina Hajmona. Ko videc Tejrezij kralju prerokuje smrt njegovega sina, skuša Kreon posredovati, toda takrat je že prepozno: Antigona, Hajmon in Kreonova žena Evridika so naredili samomor.
Antigona velja za klasični primer dela o temeljnih moralnih in eksistencialnih vprašanjih (v to smer njen mit kasneje razvijeta Jean Anouilh, na Slovenskem pa Dominik Smole). Hkrati velja za tipični primer heglovske definicije tragedije, po kateri sta v tragediji soočena dva nasprotujoča si principa (zlasti moralna), konflikt med njima pa se lahko razreši samo s t. i. tragično spravo v obliki tragične žrtve. V primeru Antigone sta v konfliktu princip legalne, formalne oblasti, ki ga predstavlja Kreon, in legitimne, moralne pravice po spoštovanju sleherne smrti, ki ga predstavlja Antigona. Tragični žrtvi, ki omogočita spravo, pa sta Antigona in Hajmon, predstavnika obeh v konfliktu udeleženih strani.

## Vpliv na evropsko in slovensko književnost
Izmed sedmih ohranjenih Sofoklejevih tragedij sta zlasti drami Kralj Ojdip in Antigona ostali aktualni v poznejši evropski in tudi v slovenski književnosti oz. kulturi.
V času antike je Seneka napisal različico drame o kralju Ojdipu, motiva pa se je leta 1550 lotil tudi nemški pesnik Hans Sachs. Sledili so mu: leta 1659 Corneille, leta 1718 Voltaire, leta 1930 André Gide, na začetku 20. stoletja pa tudi avstrijski pesnik Hugo von Hoffmannsthal.
Že Evripid, Sofoklejev mlajši sodobnik, je ustvaril svojo Antigono, slednjo pa je motivno obdelal tudi rimski tragik Akij. V 16. in 17. stoletju so sledile tragedije na temo Antigone francoskih avtorjev, Garnierja, Rotrouja, Racina, v 18. pa italijanskega pesnika Alfierija. V 19. stoletju je Sofoklejevo dramo uglasbil Mendelssohn, znamenita pa je Hölderlinova prepesnitev, katero je kasneje uglasbil Carl Orff. Med prvo svetovno vojno, leta 1917, se je motivne obdelave Antigone lotil nemški pesnik W. Hasenclever, med drugo svetovno vojno, leta 1942, pa francoski dramatik Jean Anouilh. Po vojni je leta 1948 nastala Antigona Bertolta Brechta, leta 1961 pa Klausa Hubaleka.
Na Slovenskem motiv Antigone nosi ena izmed najpomembnejših dramskih umetnin, tj. Antigona Dominika Smoleta (1960), navzoč pa je tudi v dramskem prizoru Vaška Antigona Mirana Jarca (1939), v noveli Nade Gaborovič Antigona s severa (1974) in v Antigonini pesmi, objavljeni v pesniški zbirki Jureta Detele z naslovom Mak in srebro (1983).